# Sumter

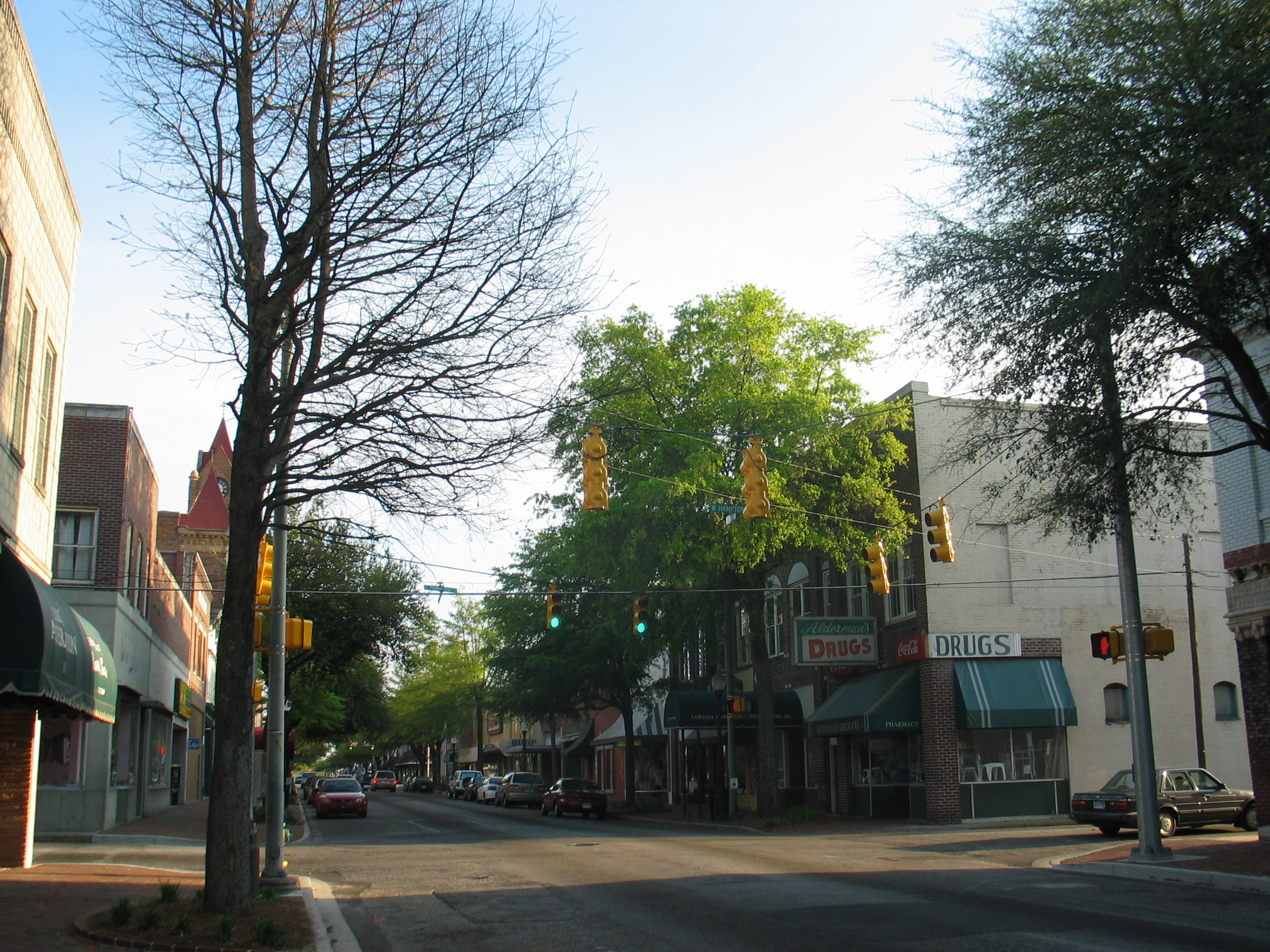
Huvudgatan i Sumter.

Sumter är en stad i Sumter County i delstaten South Carolina, USA med 39 159 invånare (2000). Sumter är administrativ huvudort (county seat) i Sumter County. 
Shaw Air Force Base är belägen cirka 10 kilometer nordväst om staden.